# Errhomus josephi
Errhomus josephi är en insektsart som beskrevs av Paul W. Oman 1987. Errhomus josephi ingår i släktet Errhomus och familjen dvärgstritar. Inga underarter finns listade i Catalogue of Life.